# Quinag
Der Quinag ist ein 808 Meter hohes Bergmassiv in Sutherland im Nordwesten Schottlands. Es gehört zu den Northwest Highlands, seine drei höchsten Gipfel sind als Corbetts eingestuft.

## Etymologie
Das Wort Quinag ist eine Anglisierung des Schottisch-Gälischen A’ Chuineag bzw. Cuinneag mit der Bedeutung „Butterfass“ oder auch „Milcheimer“ – eine Anspielung auf die Gestalt des Berges. Das Substantiv cuinneag ist zu dem Irischen weiblichen Substantiv cuinneog äquivalent.

## Geographie
Der 808 Meter hohe Hauptgipfel auf der Ostseite des Bergstocks trägt die Bezeichnung Sàil Gharbh (zu Deutsch „Rauhe Ferse“). Von ihm geht es auf einem geschwungenen Grat hinüber zum Nordwestgipfel – dem 776 Meter hohen Sàil Ghorm („Blaue Ferse“). Dazwischen liegt noch ein 745 Meter hoher unbezeichneter Gipfel, der aber eine hervorragende Aussicht bietet. Von diesem Hauptgrat zweigt am Zwischengipfel ein weiteres Gratstück nach Südsüdosten ab und leitet hinüber zum 764 Meter hohen Spidean Coinich („Moosiger Gipfel“). Der Bergstock des Quinags mit seinem etwas geschwungenen, Y-förmigen Gratsystem umfasst somit drei anerkannte Corbetts.
Morphologisch ähnelt der Bergstock des Quinags dem Arkle und dem Foinaven. Wie auch sie besitzt er zwei in Ostrichtung öffnende Corries, die ebenfalls glazial überprägt wurden. Ganz ähnlich auch sein langer, scharfer Nordnordwestgrat, der recht steil zum glazial ausgehobelten Gneisvorland abbricht. Sehr steile und massive Abbrüche zeigt der Berg auch an seinen beiden Nordpfeilern.
Die nächstgelegenen Ortschaften am Bergstock des Quinags sind Kylestrome (mit der Kylesku Bridge über den Loch a’ Chàirn Bhàin) und Unapool etwa 5 Kilometer nordnordöstlich (Luftlinie). Etwa 6 Kilometer südöstlich befindet sich Skiag Bridge am Loch Assynt und 2,6 Kilometer weiter gen Südosten Inchnadamph. Nach Nedd am Loch Nedd im Nordwesten sind es rund 7 Kilometer.
Der Bergstock des Quinags wird von verschiedenen Bergen umgeben, darunter der Ben Auskaird (386 Meter) 11 Kilometer im Norden, der Ben Strome (425 Meter) 7,5 Kilometer im Nordnordosten, der Beinn a’ Bhùtha (542 Meter) 10,4 Kilometer im Nordosten, der Beinn Aird da Loch (533 Meter) 7,9 Kilometer im Ostnordosten, der Beinn Leoìd (792 Meter) 11,2 Kilometer im Osten, der Glas Bheinn (776 Meter) 5 Kilometer im Südosten, dahinter in 8,5 Kilometer Entfernung der Beinn Uidhe (741 Meter), dahinter in 14,4 Kilometer Entfernung der Ben More Assynt (998 Meter), der Beinn Garbh (539 Meter) 7 Kilometer im Süden, dahinter der Canisp (847 Meter) in 10,7 Kilometer Entfernung und schließlich der Suilven (731 Meter) 10,7 Kilometer im Südsüdwesten.

### Hydrographie
Der Bergstock des Quinags liegt zwischen dem Frischwassersee Loch Assynt im Süden und den Fjorden Loch a' Chàirn Bhàin mit Loch Gleann Dhubh und Loch Glencoul im Norden. Daneben finden sich mehrere kleinere Lochs um den Gipfelstock verteilt, wie beispielsweise der Lochan Bealach Cornaidh (bzw. Lochan Bealach a’ Chornaich) zwischen Hauptgipfel und Spidean Coinich, der Loch an Leothaid westlich des Sàil Ghorms, der kleine Lochan na Dunaiche in der Nähe des Loch Assynts, der kleine Loch nan Eun im Osten des Hauptgipfels, der größere Loch na Ghainmhich ebenfalls im Osten, der Loch Unapool im Nordosten mit dem kleinen vorgelagerten Loch Airidh na Beinne sowie viele andere kleine Lochans.
Vom Bergstock gehen zahlreiche kleinere Bäche aus, die vor allem nach Nordosten in Richtung der Fjorde entwässern. Die bedeutendsten hierunter sind der Allt a’ Bhàthaich und der Allt na Saobhaidh Mòire auf der Nordostseite, der Allt na Bradhan auf der Ostseite, der im Loch Assynt mündende Allt Sgiathaigh im Südosten, das im Loch Nedd endende Gleann Leireag im Westen und der in den Loch Airdbhair fließende Allt na Claise im Nordwesten.

### Zugang

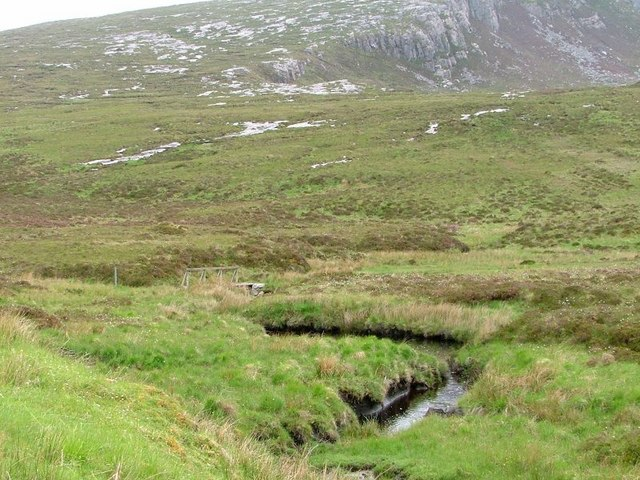
Der Zugang zum Quinag beginnt mit einer kleinen Fussbrücke über den Allt Sgiathaigh. Im Hintergrund die vom Spidean Coinich herabstreichenden Quarzarenite des Pipe Rock Members.

Der gewöhnliche Anstieg zum Bergstock des Quinags erfolgt ausgehend von der A894 road von seiner Südostseite. Angesteuert wird hierbei mittels einem vom John Muir Trust gut unterhaltenen Weges die Einsattelung zwischen dem Spidean Coinich und dem Gipfelgrat – die 570 Meter hohe Scharte Bealach a Chornaidh. Noch vor Erreichen des Scharte wird jedoch schräg rechts an einem markanten Steig steil zum Gipfelgrat hochgequert, welcher an einer kleinen Einsattelung auf 703 Meter Höhe erreicht wird. Am Grat angekommen geht es unschwer die letzten 100 Höhenmeter über ein Blockfeld aus Sandsteinen und Quarzitplatten zum Gipfelquader des Sàil Gharbhs hinauf.
Alternativ kann auch dem gesamten Südostgrat über den Spidean Coinich gefolgt werden, welcher dann nach Durchqueren der Einsattelung Bealach a Chornaidh schließlich auf 745 Meter Höhe (ein nicht anerkannter Gipfel des Quinags) in den Gipfelgrat mündet. Von hier aus kann dann sowohl der Sàil Ghorm als auch der Sàil Gharbh erstiegen werden. Der Abstieg vom Sàil Gharbh erfolgt dann wieder über die recht gut unterhaltene Normalroute zurück zur A894 road, wobei der Lochan Bealach Cornaidh südlich liegengelassen wird.

## Geologie

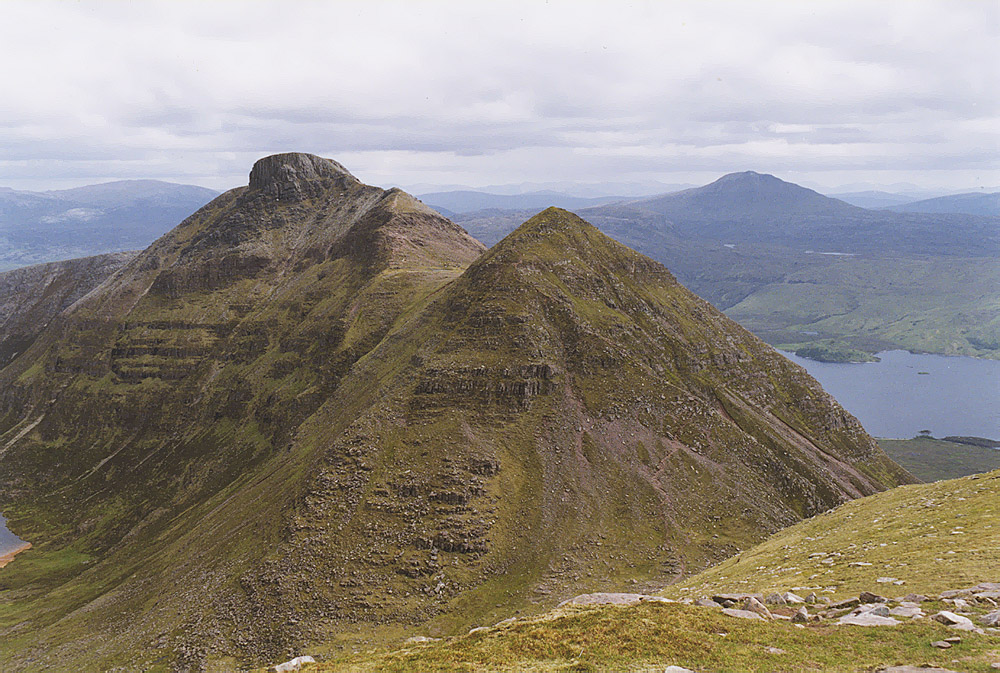
Blick vom Massiv des Quinags auf den Spidean Coinich. Gut zu erkennen die Diskordanz des leicht gen Ost einfallenden Basal Quartzite Members gegenüber den flachliegenden Gesteinen der Applecross-Formation. Der Gipfelaufschwung ist aus dem Pipe Rock Member aufgebaut.

Der Bergstock des Quinags gehört zum Hebriden-Terran – genauer dem Assynt-Terran – und wird von polymetamorphem Grundgebirge des Präkambriums unterlagert. Es handelt sich hierbei um Gneise des Scourians. Die Foliation der Gneise fällt generell flach mit 10 bis 20, maximal 30° in nordöstliche und südwestliche Richtungen ein, zeigt also eine leichte Wellung entlang Südost-Nordwest-streichenden Achsen. Die Gneise werden ihrerseits von langgezogenen, mafischen Gängen durchzogen – den Scourie dykes. Diese streichen mehr oder weniger Südost-Nordwest.
Hierüber sind die Sandsteine der Applecross-Formation zu Beginn des Toniums vor rund 980 Millionen Jahren transgrediert. Die Applecross-Formation baut sich am Quinag aus dem Cape-Wrath-Member auf und bildet den größten Anteil des Bergstocks. Ihre Schichtung fällt nur flach (mit 4 bis 8°) nach Ost bis Südost ein, kann aber örtlich auch eine südliche Einfallrichtung einnehmen.
Sie wird schließlich ihrerseits von kambrischen Quarzareniten der Ardvreck Group transgrediert und überdeckt. Diese fallen im Vergleich zur Applecross-Formation mit 12 bis 14° etwas steiler nach Südosten ein. Die Ardvreck Group beginnt mit dem Basal Quarzite Member, das am Hauptgipfel Sàil Gharbh und nahezu am gesamten Südostgrat des Spidean Coinichs ansteht. Am Gipfelaufbau des Spidean Coinichs erscheint auch noch das Pipe Rock Member, das seinerseits mit bis zu 15° nach Südost einfällt.
Entlang der A894 road wird bereits zum ersten Mal die Sole Thrust der Moine Thrust Zone angetroffen. Sie hat hier das Pipe Rock Member überfahren und Duplexstrukturen ausgeformt, in denen die An-t-Sròn-Formation mit der Durness Group ineinander verschuppt und in Südsüdost-Richtung ausgelängt wird.

### Kaltzeit

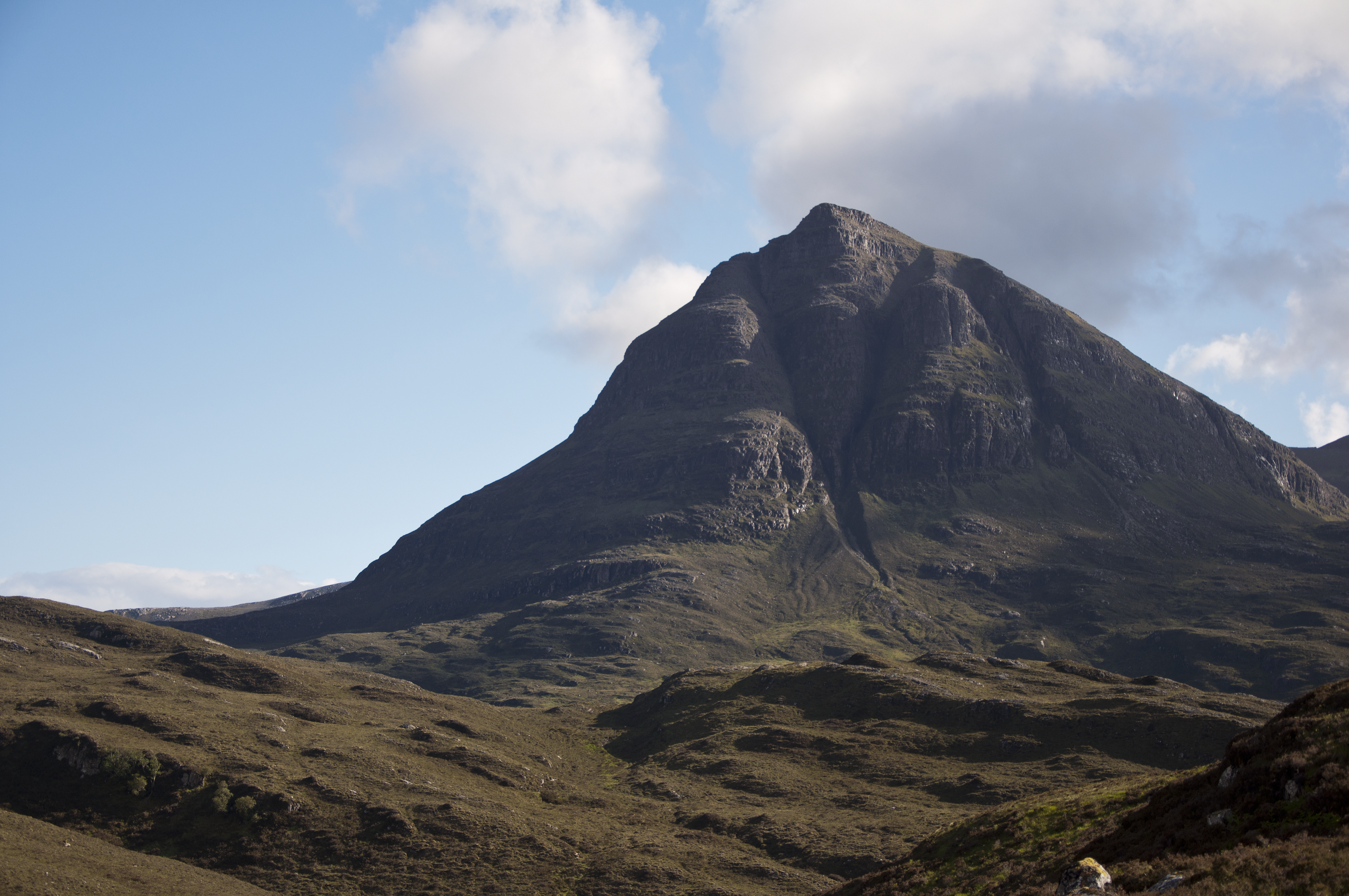
Der massige Gipfelaufbau des Sàil Gharbhs von Norden. Gut zu erkennen der große periglaziale Schuttkegel unterhalb der beiden riesigen Rinnen.

Aus der letzten Kaltzeit des Devensians (mit Höchststand um 27.000 Jahren vor heute) sind am Quinag Vereisungspuren wie Gletscherschliffe erhalten geblieben. Gletscherschrammen zeigen hierbei am Loch Assynt nach Nordwesten, auf der Ostseite des Bergstocks jedoch in nördliche Richtung. Auch sehr ungewöhnliche, sich überkreuzende Eisrichtungen sind bekannt. Ein Beispiel findet sich am kleinen Höhenrücken Druim na h-Uaine Moire. Geschrammte Quarzite geben hier gleichzeitig die Richtungen West und Nord zu erkennen. Am Grat südlich unterhalb des Spidean Coinichs ist ebenfalls eine Nordwest gerichtete Eisbewegung zu beobachten.
Die generelle Eisbewegung war Nordwesten – was auch durch die Anordnung der Lochs unterstrichen wird. Es wird vermutet, dass sich die Nordrichtung, bedingt durch die topographischen Gegebenheiten des Gebirgsstocks, erst bei Rückgang der Eisdicke ausgebildet hatte – die Eismassen waren durch den Mächtigkeitsverlust gezwungen, jetzt auch in nördliche Seitentäler aktiv vorzustoßen.
Eishochstandsmarken lassen erkennen, dass alle drei Gipfel des Quinags als Nunataks aus den Eismassen ragten, wobei eigenartigerweise das Eis am Spidean Coinich etwas weiter hinaufragte. So befand sich die Eisobergrenze am Sàil Ghorm auf 650 bis 680 Meter, am Spidean Coinich jedoch auf 690 bis 700 Meter. Dies lässt sich mit einem Dünnerwerden der Eisschicht nach Nordwesten in Richtung Meer erklären. Der Gradient beträgt 8 bis 12 Meter pro Kilometer, der Scheitelpunkt des Eisschildes lag demnach während des Letzteiszeitlichen Maximums etwas östlich der Berge Assynts.
Erratische Gneise wurden noch bis in eine Höhe von 660 Meter gefunden, jedoch nicht mehr darüber.
Auch ungewöhnliche Riesenrillen wurden in den Quarziten entdeckt, die aber keine Eisschrammen darstellen, sondern unterhalb der Eisdecke von durch unter Hochdruck stehenden, turbiden Flüssigkeiten herausgefräst wurden. Die Riesenrillen zeigen an der Skiag Bridge ebenfalls in westliche Richtung.
Die flachwellige Grundgebirgslandschaft nordwestlich des Sàil Ghorms wird von Geschiebemergel und Torflinsen abgedeckt und wird im Englischen als Peat and Drift bezeichnet.
Weitere glaziale Phänomene sind ein Bergsturz am Bealach a’ Chornaidh, der auf den dortigen Eisrand krachte und nach Abschmelzen des Eises als 100 Meter langer und bis zu 4 Meter hoher, länglicher Blockschutthaufen zurückblieb. Sodann Buckelmoränen wie beispielsweise zwischen dem Allt na Bradhan und dem Allt Leum Neill und im Quellgebiet des Unapool Burns. In den Buckelmoränen können bis zu 5 Meter große Blöcke enthalten sein. Ein großer Geschiebemergelkeil tritt am Loch na Gainmhich auf, womöglich eine Rand- oder Mittelmoräne. Kleinere Moränenreste finden sich auch im Süden des Lochs.
Periglazialen Ursprungs sind die Blockfelder am Bergstock des Quinags. Blockfelder aus Quarzit werden am Sàil Gharbh sowie am Spidean Coinich und dessen Vorgipfel angetroffen, Blockfelder aus Sandstein auf zirka 700 Meter Höhe am Sàil Gharbh. Ebenfalls eindeutig periglazial sind der große Schuttkegel am Nordvorsprung des Sàil Ghorms sowie kleinere Kegel am Ostabbruch des Spidean Coinichs. Im periglazialen Zusammenhang stehen wahrscheinlich auch die großen Erosionsrillen/furchen auf der Südostflanke des Sàil Gharbhs sowie auf dessen Schuttkegel im Norden. Als Abschluss sei noch der kleine Schwemmfächer östlich unterhalb der Bealach a Chornaidh erwähnt.

### Quinag-Gletscher
Geröllhaltige Moränenfelder erscheinen in der Talung des Allt na Bradhans im südlichen Corrie des Quinags auf der Ostseite des Sàil Gharbhs und des Spidean Coinichs. Sie umringen insbesondere den Lochan Bealach Cornaidh und stammen vom 2,6 Quadratkilometer großen Quinag-Gletscher – einem Kargletscher, der sich wahrscheinlich hier in der Jüngeren Dryas vor 12.000 Jahren, möglicherweise auch bereits schon vor 15.000 Jahren gebildet hatte.
Der Quinag-Gletscher füllte das gesamte südliche Corrie aus und floss ausgehend von den Abbrüchen am Spidean Coinich ostwärts ab. Er erreichte eine Länge von etwa 2,3 Kilometer bei einer Breite von bis zu 1,5 Kilometer. Sein Gletscherfuß lag etwas westlich von Druim na h-Uaine Moire auf 300 Meter Höhe. Der höchste Punkt befand sich etwas unterhalb der Scharte Bealach a’ Chornaidh auf rund 550 Meter.
Moränenwälle von 2 bis 3 Meter Höhe umgürten den Lochan Bealach Cornaidh auf seiner Südostseite. Ansonst ist die Ablagerung knapp einen Meter dick und kann sich stellenweise sogar bis auf nur 20 Zentimeter reduzieren. Auf der Ostseite des Lochans geht sie in ein breites Geröllfeld über. Das glaziale Sediment besteht aus unsortierten, abgerundeten bis leicht eckigen Geröllen, Steinen und Blöcken aus Quarzit (40 %) und Sandstein (60 %). Diese sind eingebettet in eine siltig-sandige, graubraun gefärbte Matrix, die recht gut verfestigt ist. Zwei Moränentypen treten auf – bereits erwähnte Buckelmoränen am Ostende und Flute-Moränen in der Nordostecke.

## Ökologie

### Ursprüngliche Waldbestände
Auf der Nordseite des Bergstocks finden sich noch Reste der ursprünglichen Waldbestände. Sie enthalten Bergulme, Birken, Eberesche, Eichen, Espen und Hasel. Besonders gut vertreten sind diese Bestände in tief eingeschnittenen und geschützt verlaufenden Tälern an der Meeresküste im Norden. Ansonst anzutreffen sind die Vogelbeere (Sorbus aucuparia) und Weiden wie die Kriech-Weide (Salix repens) und die Ohr-Weide (Salix aurita).

### Flora

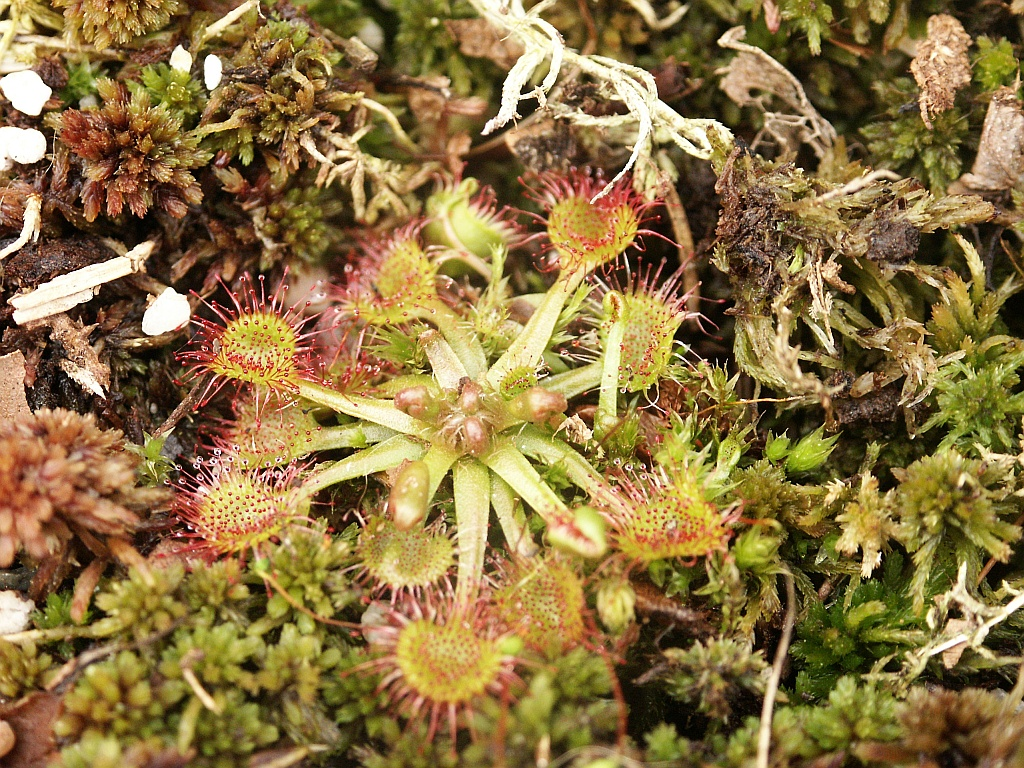
Rundblättriger Sonnentau (Drosera rotundifolia)

Dominante Pflanzenspezies sind Flechten wie beispielsweise Cladonia, Moose wie Goldenes Frauenhaarmoos (Polytrichum commune), Quellmoose (Fontinalis), Rotstängelmoos (Pleurozium schreberi), Racomitrium lanuginosum (Zottiges Zackenmützenmoos) und Sphagnum, Farne wie Adlerfarn (Pteridium aquilinum), Bergfarn (Oreopteris limbosperma), Rippenfarn (Blechnum spicant) und Wald-Frauenfarn (Athyrium filix-femina) sowie Heidebewohner mit Atlantische Grauheide (Erica cinerea), Besenheide (Calluna vulgaris), Glocken-Heide (Erica tetralix) und Schwarze Krähenbeere (Empetrum nigrum). 
Feuchte Standorte, Moore, Flachmoore und Niedermoore bevorzugende Pflanzen sind Blaues Pfeifengras (Molinia caerulea), Blutwurz (Potentilla erecta), Borstgras (Nardus stricta), Braun-Segge (Carex nigra), Brennender Hahnenfuß (Ranunculus flammula), Brutknospen-Schwingel (Festuca vivipara), Dorniger Moosfarn (Selaginella selaginoides), Europäischer Strandling (Littorella uniflora), Fieberklee (Menyanthes trifoliata), Flatter-Binse (Juncus effusus), Floh-Segge (Carex pulicaris), Gagelstrauch (Myrica gale), Gemeines Fettkraut (Pinguicula vulgaris), Gewöhnliche Teichbinse (Schoenoplectus lacustris), Gewöhnlicher Teufelsabbiss (Succisa pratensis), Heidelbeere (Vaccinium myrtillus), Hirse-Segge (Carex panicea), Igel-Segge (Carex echinata), Kleine Braunelle (Prunella vulgaris), Kleines Zweiblatt (Listera cordata), Knäuel-Binse (Juncus conglomeratus), Labkräuter (Galium), Laichkräuter (Potamogeton), Langblättriger Sonnentau (Drosera anglica), Moorlilie (Narthecium ossifragum), Rasenbinsen (Trichophorum), Rundblättriger Sonnentau (Drosera rotundifolia), Scheiden-Wollgras (Eriophorum vaginatum), Schmalblättriges Wollgras (Eriophorum angustifolium), Schmielen (Deschampsia), Schnabel-Segge (Carex rostrata), Schwingel (Festuca), Späte Gelb-Segge (Carex viridula), Sparrige Binse (Juncus squarrosus), Stern-Steinbrech (Saxifraga stellaris), Sumpfbinsen (Eleocharis), Sumpf-Läusekraut (Pedicularis palustris), Sumpf-Veilchen (Viola palustris), Vielblütige Hainsimse (Luzula multiflora), Wald-Läusekraut (Pedicularis sylvatica), Wasserlobelie (Lobelia dortmanna), Wasserschläuche (Utricularia) wie Dunkelgelber Wasserschlauch (Utricularia stygia), Wechselblütiges Tausendblatt (Myriophyllum alterniflorum) und Wolliges Honiggras (Holcus lanatus). 
Mäßig feuchte bis trockenere Standorte werden vom Gefleckten Knabenkraut (Dactylorhiza maculata subsp. ericetorum), vom Gewöhnlichen Ferkelkraut (Hypochaeris radicata), von der Gewöhnlichen Goldrute (Solidago virgaurea), vom Herbst-Löwenzahn (Leontodon autumnalis), vom Tannenbärlapp (Huperzia selago) und vom Wiesen-Wachtelweizen (Melampyrum pratense) bevorzugt. Augentrost (Euphrasia) gedeiht auf Wiesen, die lange unter Schneebedeckung liegen, der Strand-Wegerich (Plantago maritima) auf salzbeeinflussten Ruderalstellen.

### Fauna
Der Bergstock des Quinags wird von zahlreichen Invertebraten wie Wasserflöhen (Cladocera), Süßwassermilben (Hydracarina),  Ringelwürmern (Anneliden), Ruderfußkrebsen (Copepoden), Schnecken (Gastropoden), Egeln (Hirudinea), Muscheln und Fadenwürmern (Nematoden) sowie Insekten bevölkert. Seltener sind bereits Vögel und Vertebraten wie Amphibien, Fische, Reptilien und Säugetiere. Unter den Insekten finden sich die Taxa Großlibellen (Anisoptera), Käfer (Coleoptera), Zweiflügler (Diptera), Eintagsfliegen (Ephemeroptera), Schnabelkerfe (Hemiptera), Steinfliegen (Plecoptera), Köcherfliegen (Trichoptera) und Kleinlibellen (Zygoptera). 

### Naturschutz
Im Jahr 2005 wurde vom Umweltverband John Muir Trust das 34 Quadratkilometer große Quinag Estate erworben, zu dem auch Ländereien am Loch Assynt gehören.
Seit 2014 bildet der Bergstock einen integralen Bestandteil im Quinag Wild Land Area. Das vom Scottish Natural Heritage ausgewiesene Wild Land Area umfasst 104 Quadratkilometer und reicht vom Quinag im Osten bis nahezu an den Atlantik im Westen. Zusammen mit 6 anderen Wild Land Areas liegt es innerhalb des Northwest Highlands Geoparks und gehört ferner zum Assynt-Coigach National Scenic Area.

## Archäologie
Cairns finden sich im Südosten bei Achmore nahe Skiag Bridge. Nur 1 Kilometer weiter nordwestlich steht ein Kammergrab (engl. chambered cairn) an der A894 road.

## Photogalerie

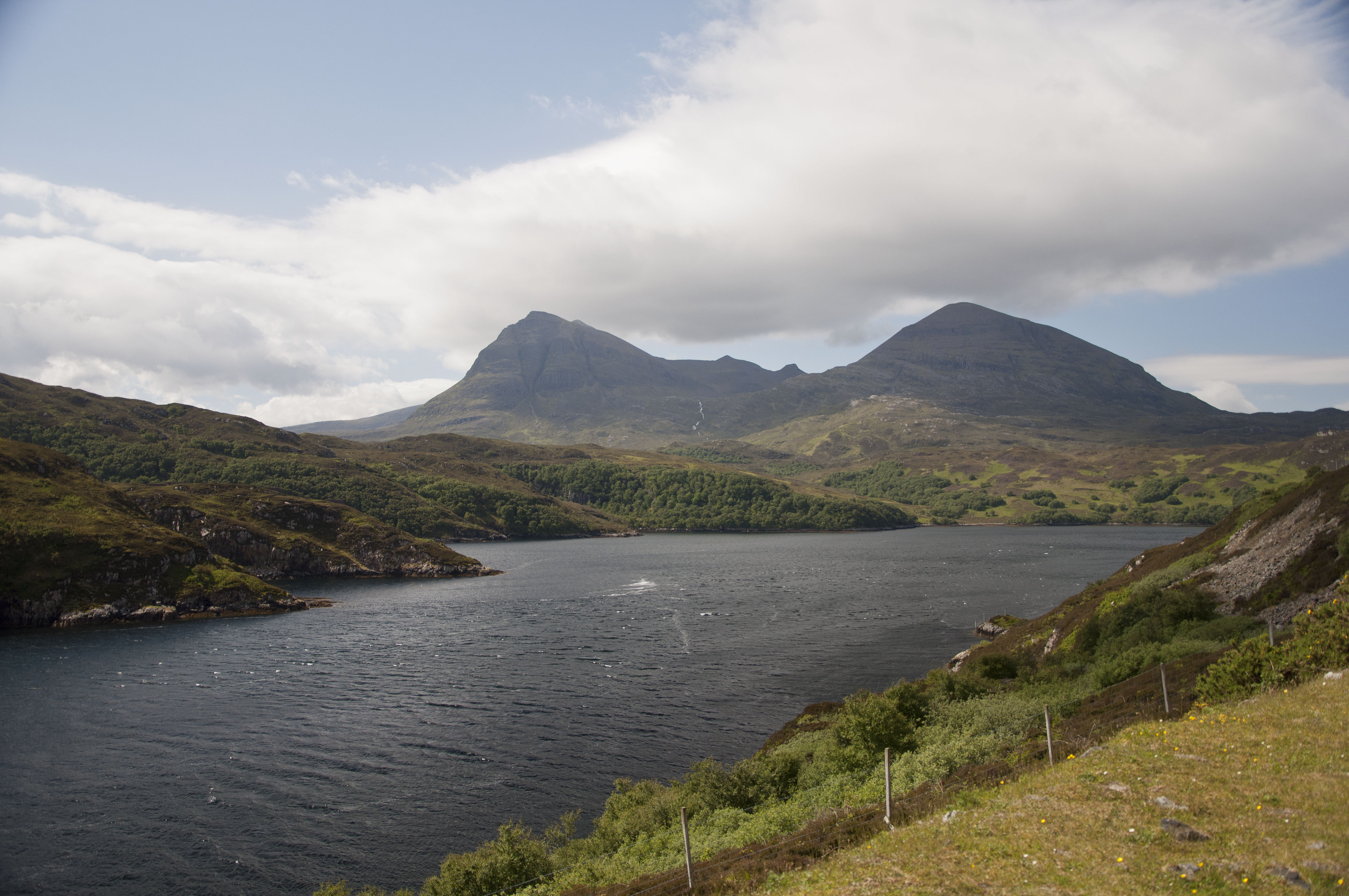
Nordaufbauten des  Sàil Gharbhs (links) und des  Sàil Ghorms (rechts) gesehen vom Loch Cairnbawn an der Kylesku Bridge
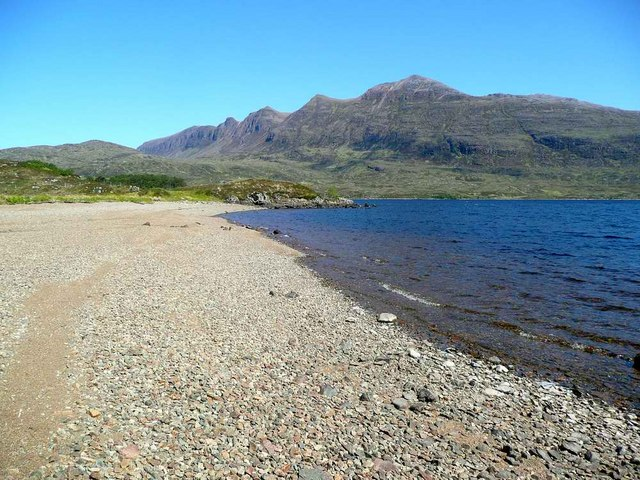
Ufer des Loch Assynts, dahinter der lange Nordnordwestgrat des Quinags
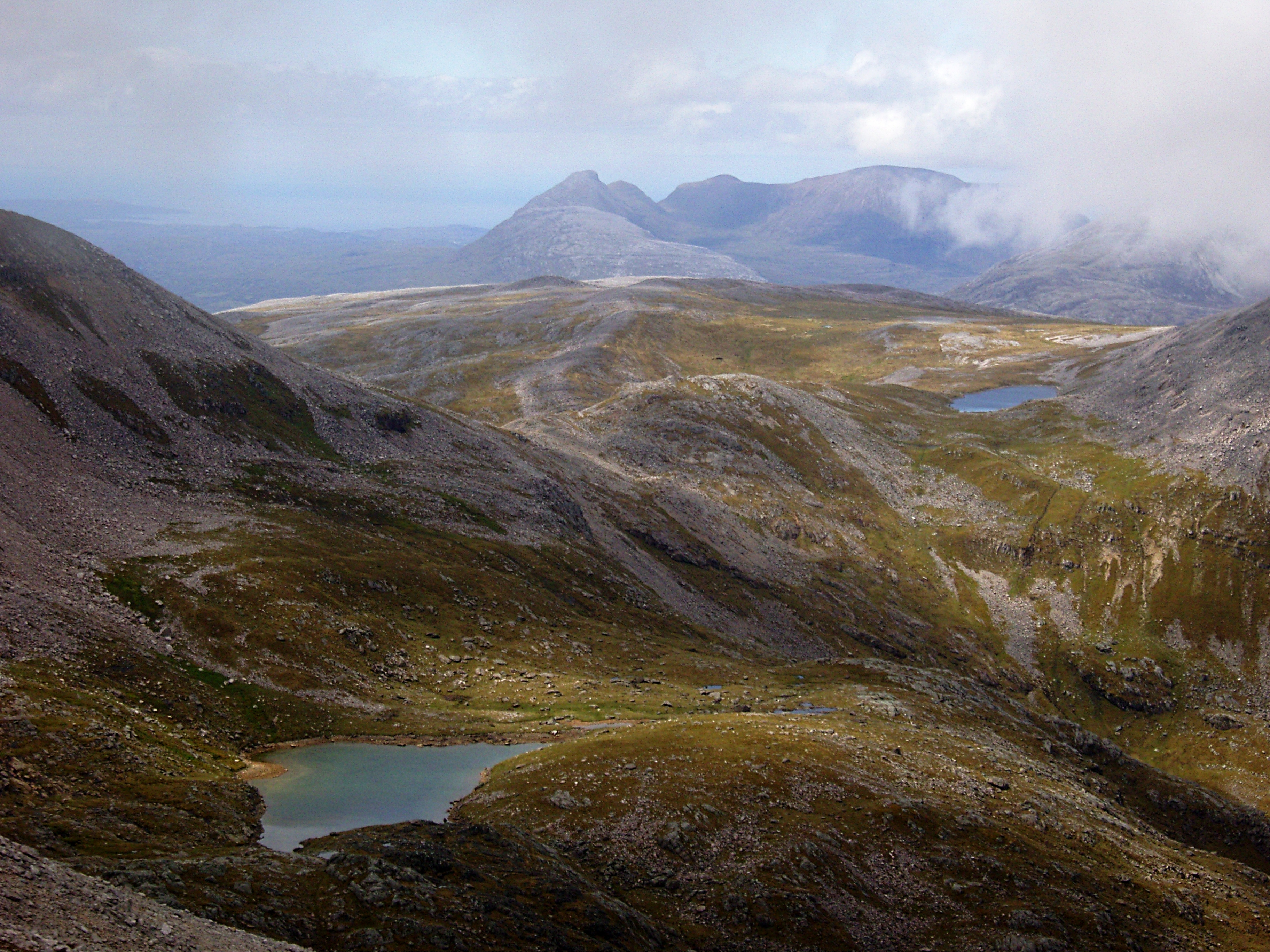
Der Bergstock des Quinags gesehen aus südöstlicher Richtung vom Conival
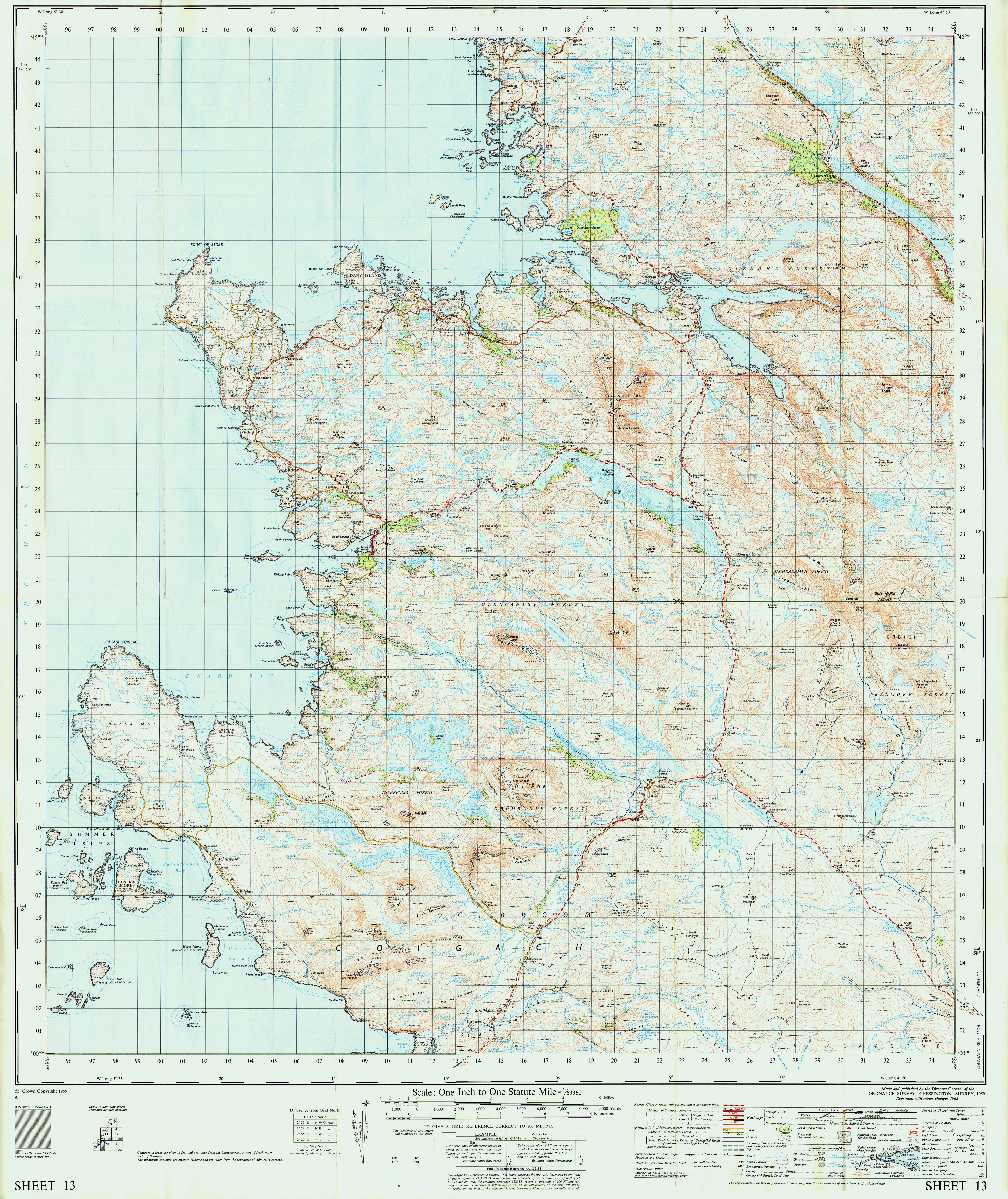
Topographische Karte vom Ordnance Survey von 1959
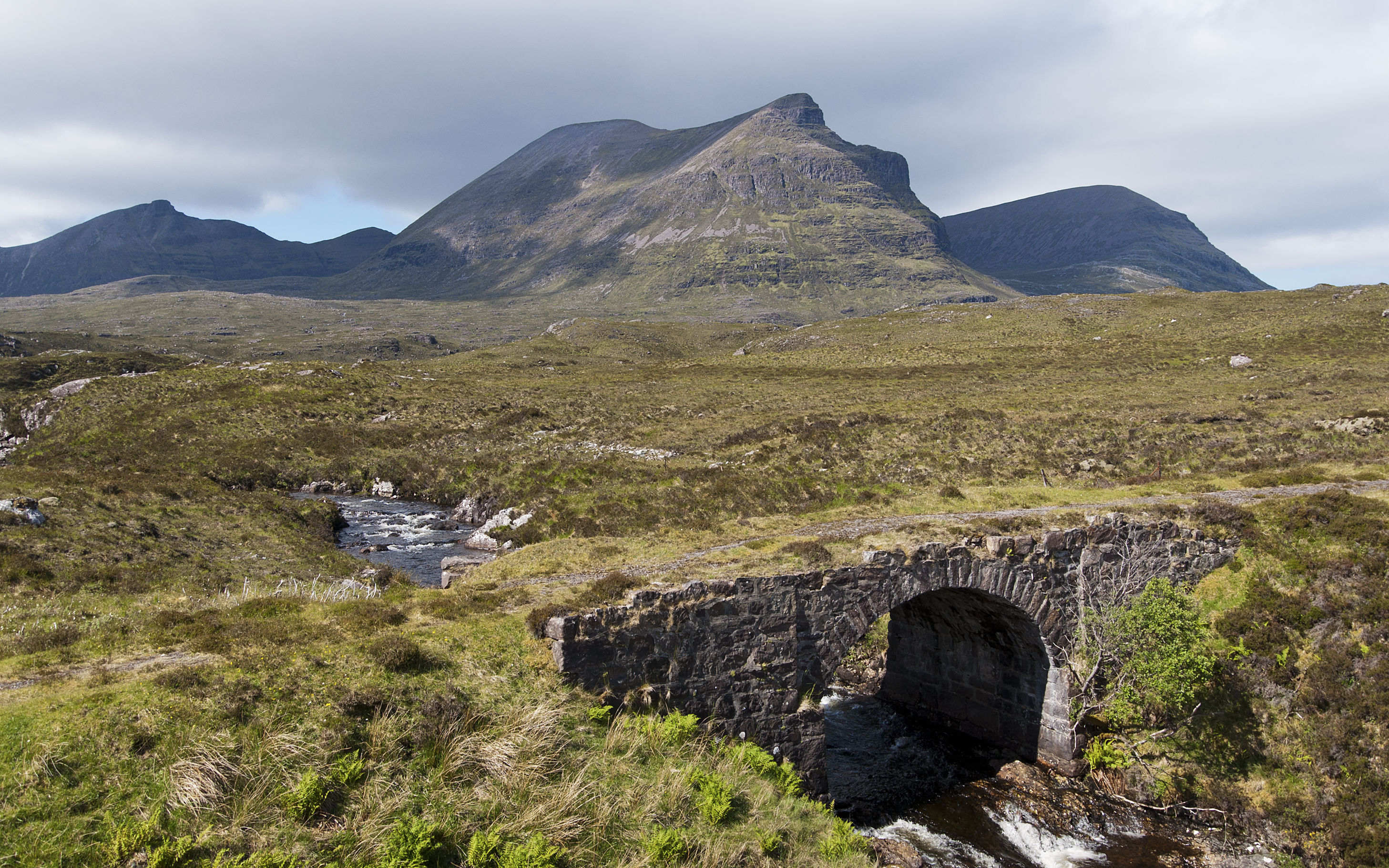
Der Bergstock des Quinags aus östlicher Richtung von der A894 road
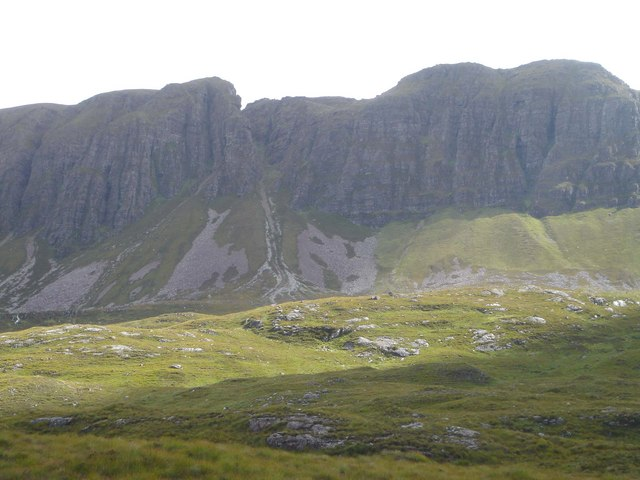
Der abrupt abbrechende Nordnordwestgrat des Quinags. Im Vordergrund vom Gletschereis überformtes Lewisian.